# Економічний розрахунок за умов соціалізму

Обкладинка англійського видання "Economic Calculation in the Socialist Commonwealth" 1990 року.

Економічний розрахунок за умов соціалізму (англ. Economic Calculation in the Socialist Commonwealth) — стаття економіста австрійської школи Людвіга фон Мізеса. Його критика економічного розрахунку в централізованій плановій економіці викликала дебати щодо економічного розрахунку, які тривали десятиліттями.  
Стаття була вперше опублікована 1920 року німецькою мовою під назвою Die Wirtschaftsrechnung im sozialistischen Gemeinwesen і базувалася на лекції, яку Мізес прочитав у 1919 році як відповідь на книгу Отто Нейрата, в якій доводилося доцільність централізованого планування. Через два роки це есе було включено до книги Мізеса «Соціалізм: економічний і соціологічний аналіз».

## Анотація
Мізес стверджує, що економічний розрахунок вимагає наявності двох фундаментальних явищ:
1. Засобу обміну (тобто, грошей)
2. Ринків

На думку Мізеса, хоча можна здійснювати економічні розрахунки кваліфіковано і без цих двох вимог, існує дуже мало обставин, за яких це можливо. Ці обставини включають економічні розрахунки в межах домогосподарства.  Людвіг фон Мізес один з основоположників Австрійської школи економіки писав про економічний розрахунок:
Економічний розрахунок вимагає грошової системи, функціонування якої не підривається втручанням держави.
Human Action, p. 225; pp. 223–24
Намагання нарощувати кількість грошей в обігу з метою збільшення можливостей уряду витрачати або з метою тимчасового зниження відсоткової ставки руйнує всі валютні питання і виводить з ладу економічні розрахунки.
Human Action, p 225; p. 224
Звичайно, грошовий розрахунок має свої незручності і серйозні недоліки, але ми, безперечно, не маємо нічого кращого, щоб замінити його, і для практичних цілей життя грошовий розрахунок у тому вигляді, в якому він існує в рамках здорової грошової системи, завжди є достатнім. Якби ми відмовилися від нього, будь-яка економічна система розрахунку стала б абсолютно неможливою.
Economic Calculation in the Socialist Commonwealth, p. 25
Економічний розрахунок може відбуватися тільки за допомогою грошових цін, що встановлюються на ринку виробничих товарів у суспільстві, яке спирається на приватну власність на засоби виробництва.
Socialism, p. 123
Без допомоги грошового розрахунку, бухгалтерського обліку та обчислення прибутків і збитків у грошовому вираженні технологія повинна була б обмежитися найпростішими, а отже, найменш продуктивними методами.
Epistemological Problems of Economics, p.157
Грошовий розрахунок не є обчисленням і, тим більше, не є вимірюванням вартості. В його основі лежить порівняння більш важливого і менш важливого. Це впорядкування за рангом, акт оцінювання, а не акт вимірювання.

Epistemological Problems of Economics, p.160
Для нього аналіз витрат і вигод не є складним в особистому масштабі. Неважко вибрати між певною кількістю вина і певною кількістю олії. Однак, оскільки гранична корисність не є однорідною та універсальною, люди матимуть різні уподобання. Наприклад, непитущий може віддати перевагу олії перед вином, тоді як алкоголік — вину. Таким чином, центральному планувальнику або бюрократу буде важко розподіляти ресурси, оскільки ціни не можуть бути встановлені без ринків, оскільки ціни відображають попит і пропозицію на товари, працю і ресурси. Купівля-продаж споживчих товарів у соціалістичній державі буде просто внутрішньою передачею товарів, а не «об'єктів обміну», що виводить ціновий механізм з ладу.
Мізес вважав, що економічний розрахунок можливий (за винятком вкрай обмежених обставин) лише на основі інформації, яку надають ринкові ціни, що відображають зміни індивідуальних суб'єктивних цінностей. Бюрократичні, централізовано планові методи розподілу ресурсів за своєю суттю є ірраціональними і не розподіляють ресурси у найефективніший спосіб, а це означає, що економічний розрахунок у соціалістичній співдружності неможливий. Через ідею економіста про те, що аналіз витрат і вигод є обов'язковим і вирішальним, соціалістична економіка також неможлива.

## Критика

### Критика лівих
Програміст-марксист Пол Кокшотт стверджує, що економічні розрахунки можливі в соціалістичній державі за умови використання обчислювальної техніки. У книгах «Інформація та економіка: Критика Гаєка» та «Проти Мізеса» він стверджує, що централізоване планування спрощується завдяки використанню комп'ютерів для розрахунку складової ціни, яка не враховується марксистськими трудовими теоріями вартості.

### Критика правих
Один з небагатьох «неавстрійських» анархо-капіталістів, Брайан Каплан, стверджує, що Мізес не в змозі довести, чому соціалістична економіка була б "неможливою". Погоджуючись з концепцією проблеми обчислення, він стверджує, що австрійська школа використовує її нечітко:
З часів Мізеса австрійці зловживають аргументом економічних розрахунків. За відсутності детальних емпіричних доказів того, що саме ця проблема є найважливішою, це просто ще один аргумент із сотень у списку аргументів проти соціалізму. Звідки нам знати, що проблема трудових зусиль, або інновацій, або підпільної економіки, або будь-якої іншої проблеми не була важливішою за проблему розрахунків? Крах комунізму змусив австрійців голосно заявити, що «Мізес був правий». Так, він мав рацію в тому, що соціалізм був жахливою економічною системою — і лише крах комунізму показав нам, наскільки поганою вона була насправді. Однак нинішні події не свідчать про те, що економічний розрахунок був непереборною проблемою соціалістичних економік. Не існує жодного природного експерименту соціалістичної економіки, яка б постраждала виключно від відсутності економічного розрахунку. Таким чином, економічна історія, як і чиста економічна теорія, не може встановити, що проблема економічного розрахунку була серйозним викликом для соціалізму.

## Вплив
Багато хто вважає «Економічний розрахунок за умов соціалізму» найвпливовішою працею Мізеса, тоді як інші вважають «Людська діяльність: Трактат з економічної теорії» більш важливою книгою, оскільки вона виконує роль magnum opus .
Джозеф Т. Салерно, американський економіст Австрійської школи, вважає її однією з найкращих його праць. Він пише:
Значення статті Мізеса 1920 року виходить далеко за межі нищівної демонстрації неможливості соціалістичної економіки та суспільства. Вона містить обґрунтування цінової системи, суто вільних ринків, захисту приватної власності від будь-яких посягань та надійних грошей. Її тези залишатимуться актуальними доти, доки економісти та політики прагнутимуть зрозуміти, чому навіть незначні державні економічні втручання постійно не досягають суспільно корисних результатів. «Економічний розрахунок за умов соціалізму», безумовно, належить до найважливіших економічних статей, написаних у цьому столітті.